# Miracolo eucaristico di Bois-Seigneur-Isaac
Il miracolo eucaristico di Bois-Seigneur-Isaac sarebbe avvenuto nell'omonima cittadina belga nell'anno 1405: durante la celebrazione eucaristica l'ostia consacrata avrebbe sanguinato, macchiando il corporale.

## Storia
Nel 1405, a partire dal martedì precedente la Pentecoste, a Jean de Huldenberg, nobile locale, secondo quanto tramandato dalla tradizione apparve ripetutamente in sogno Gesù coperto di piaghe, invitandolo a recarsi nel piccolo santuario situato nel bosco vicino. Il nobile si recò al santuario per assistere alla messa, celebrata dal parroco Pierre Ost. Durante la celebrazione, al momento dell'offertorio, il sacerdote si accorse che nel corporale era rimasto un frammento della particola utilizzata nella messa precedente, e Jean capì allora il significato del sogno. Il frammento non si staccava però dal tessuto, ma cominciò a sanguinare, e il fenomeno si sarebbe ripetuto nei quattro giorni successivi.
Pierre d'Ailly, allora vescovo di Cambrai - e successivamente confessore di Carlo VI, cardinale e legato di Papa Martino V - esaminò la reliquia e avviò un'indagine canonica, al termine della quale dichiarò, il 10 ottobre 1413, che il fatto era autentico e di origine soprannaturale.
Il corporale, macchiato di sangue, è conservato e tuttora visibile nella chiesa di Bois-Seigneur-Isaac.